# Alegeri prezidențiale în Statele Unite ale Americii, 2000
Alegerile prezidențiale din Statele Unite ale Americii din anul 2000 au avut loc în ziua de marți 7 noiembrie. Candidații la președinție au fost candidatul republican George W. Bush, atunci guvernator al statului Texas, fiul fostului președinte american George H. W. Bush (1989 – 1993), și candidatul democrat Al Gore, atunci vicepreședinte al Statelor Unite.
Câștigător, după un scor foarte strâns al Colegiului Electoral (271 la 266), incluzând auto-sesizarea Curții Supreme de Justiție a Statelor Unite ale Americii, care a dat verdictul final la 9 octombrie 2000, a fost candidatul George W. Bush.

## Nominalizări

### Nominalizările Partidului Democrat
- Al Gore, Vicepreședintele (atunci) al Statelor Unite ale Americii, originar din statul  Tennessee
- Bill Bradley, fost senator al Senatului Statelor Unite, originar din statul  New Jersey

#### Fotografiile candidaților democrați

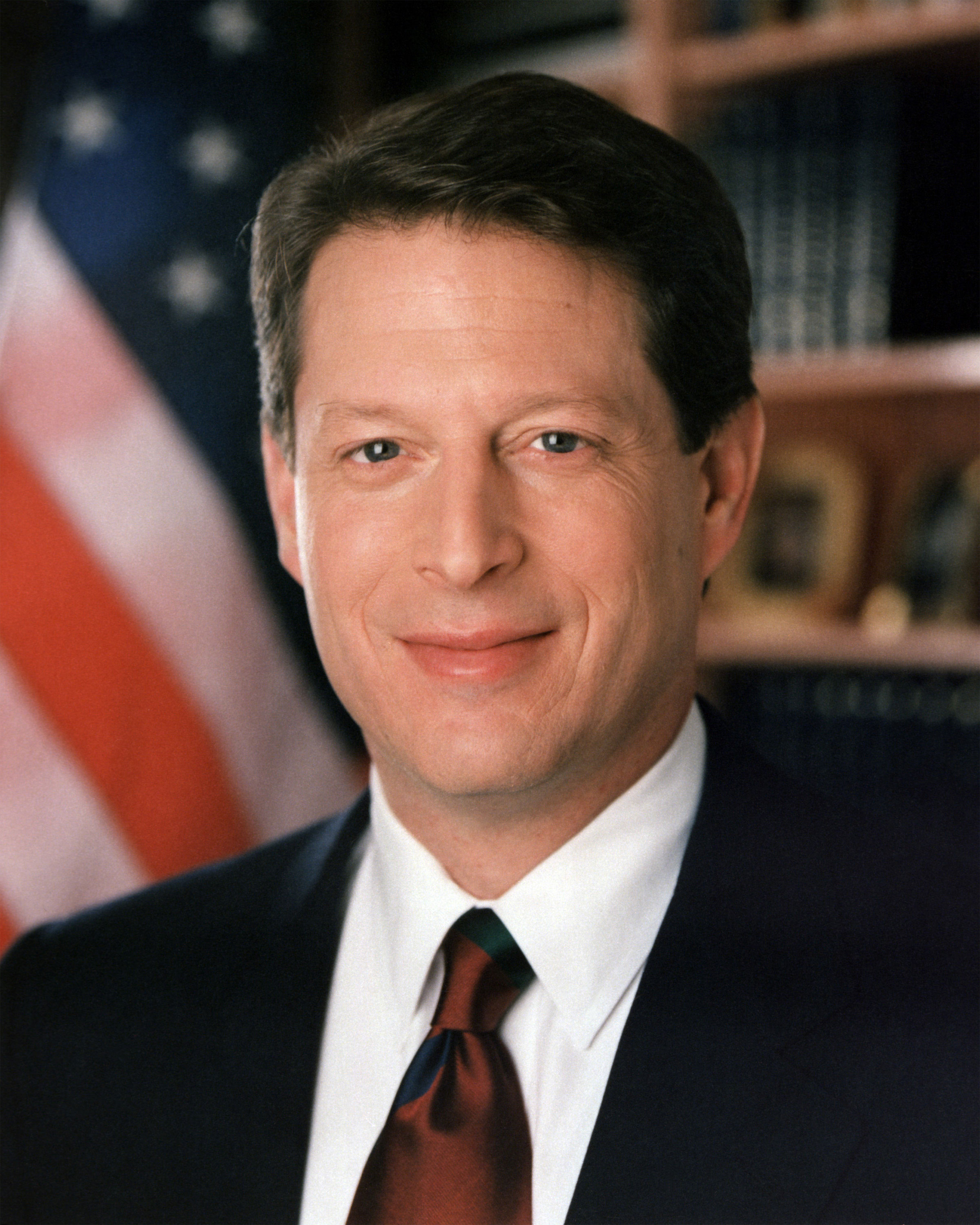
Al Gore din  Tennessee
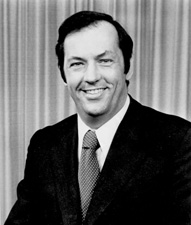
Bill Bradley din  New Jersey

### Nominalizările Partidului Republican

#### Galeria candidaților

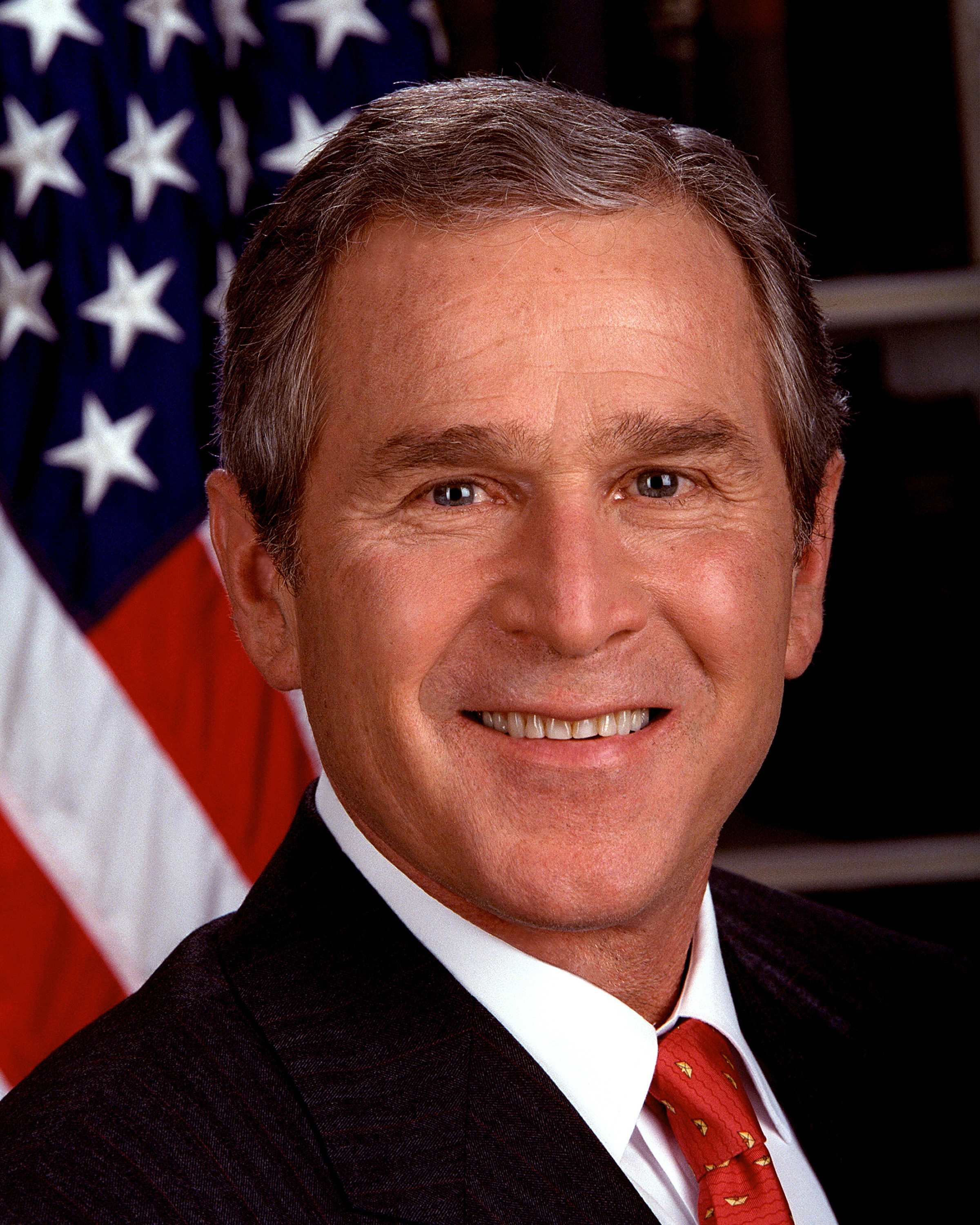
Governatorul George W. Bush din  Texas
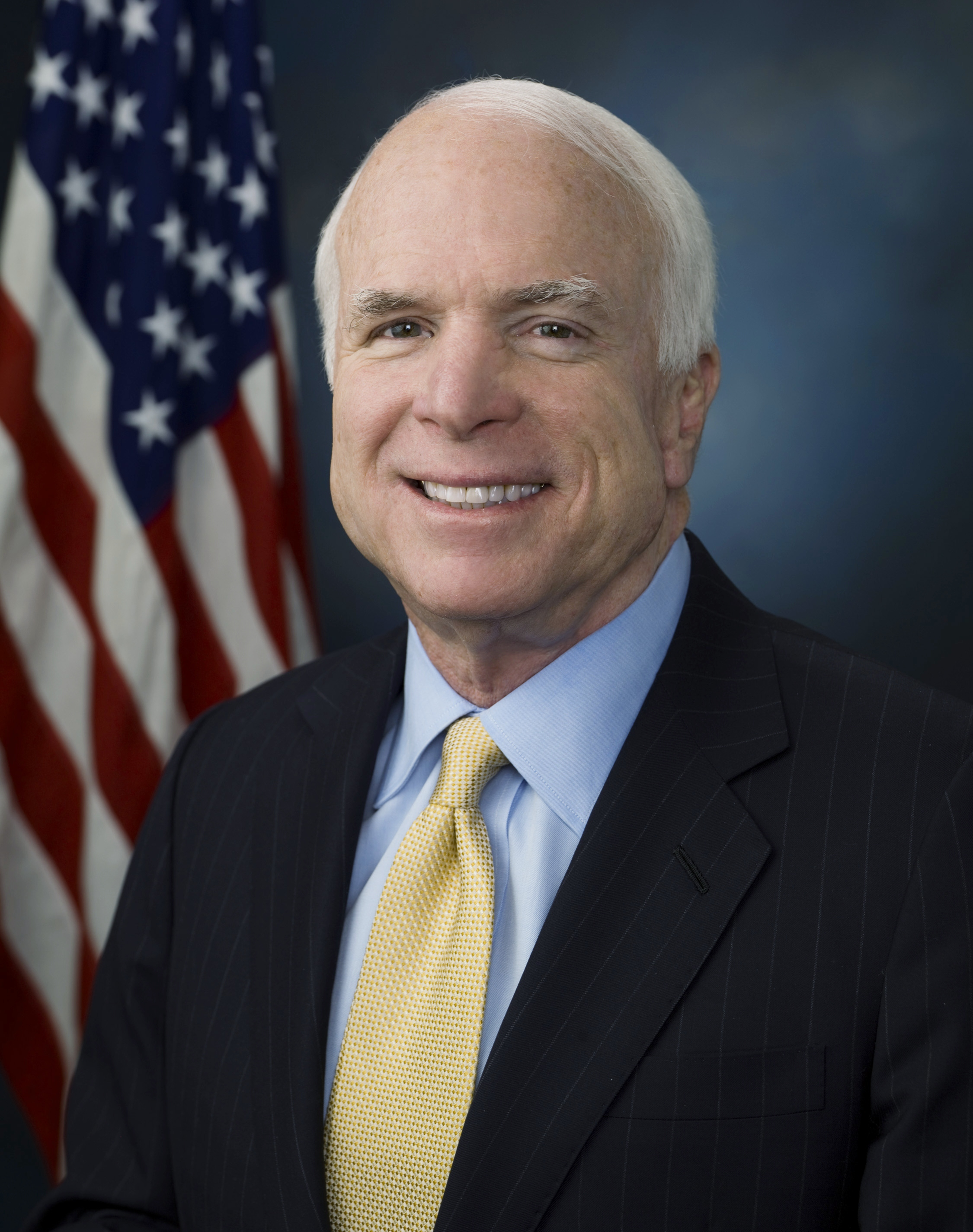
Senatorul John McCain din  Arizona
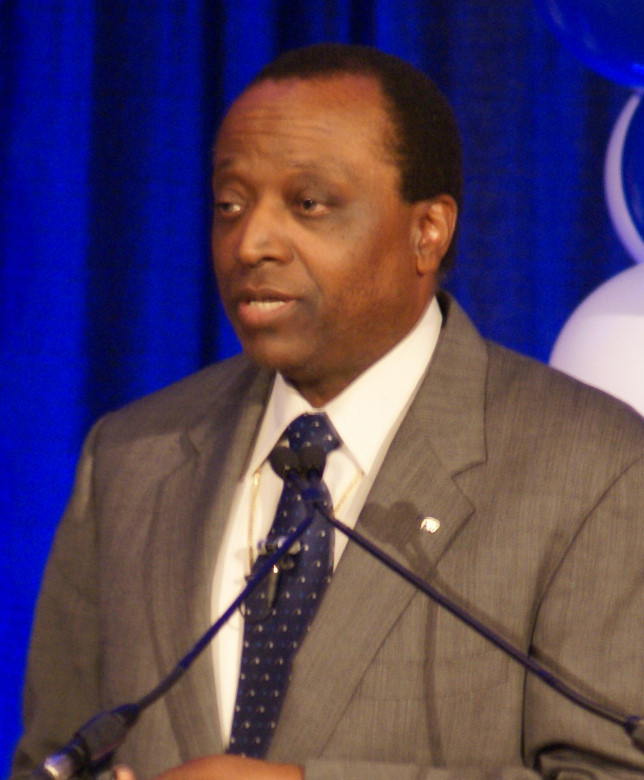
Fostul ambasador Alan Keyes din  Maryland
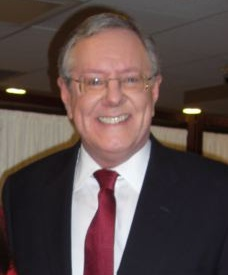
Omul de afaceri Steve Forbes  din  New York
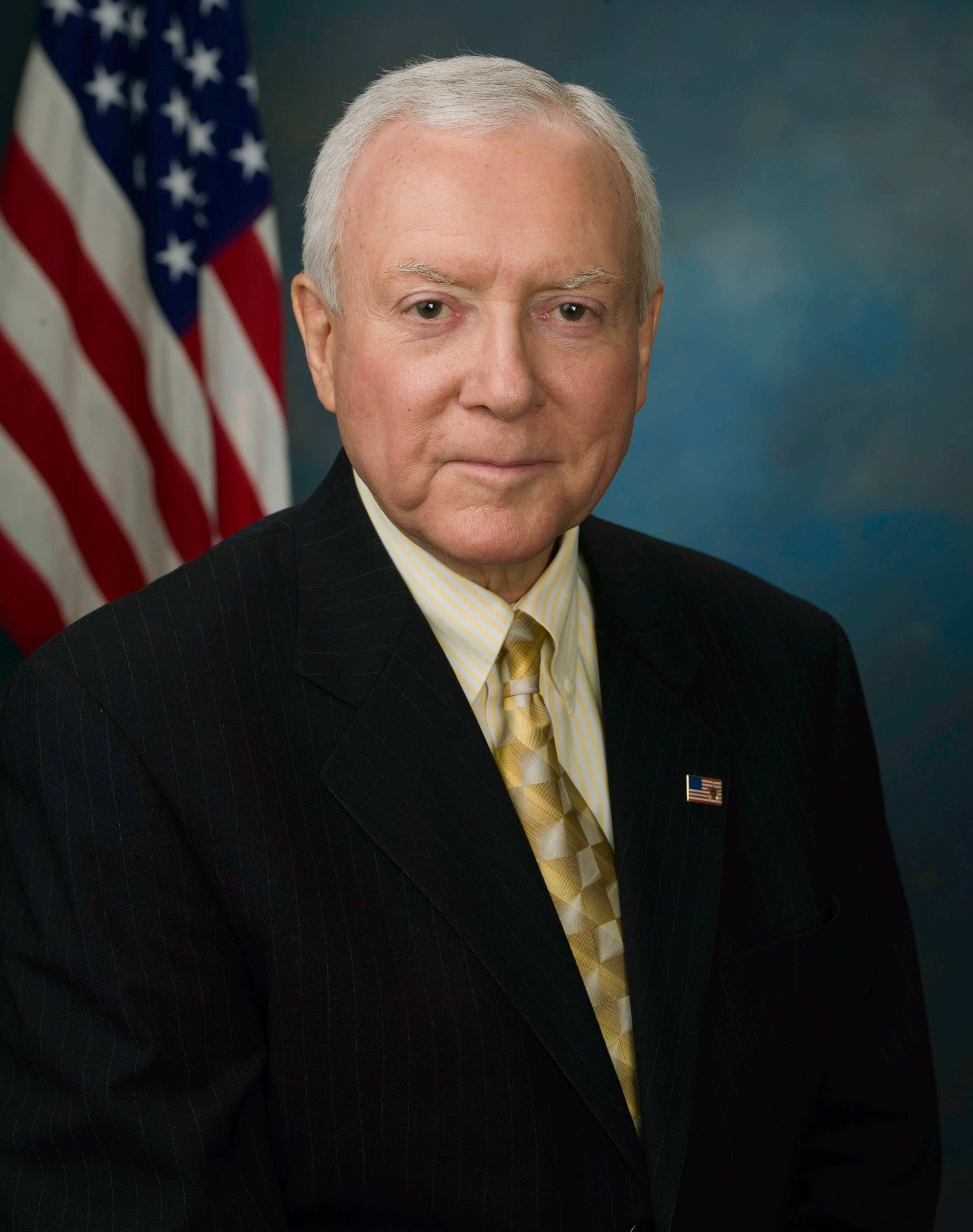
Senator al Senatului Orrin Hatch din  Utah
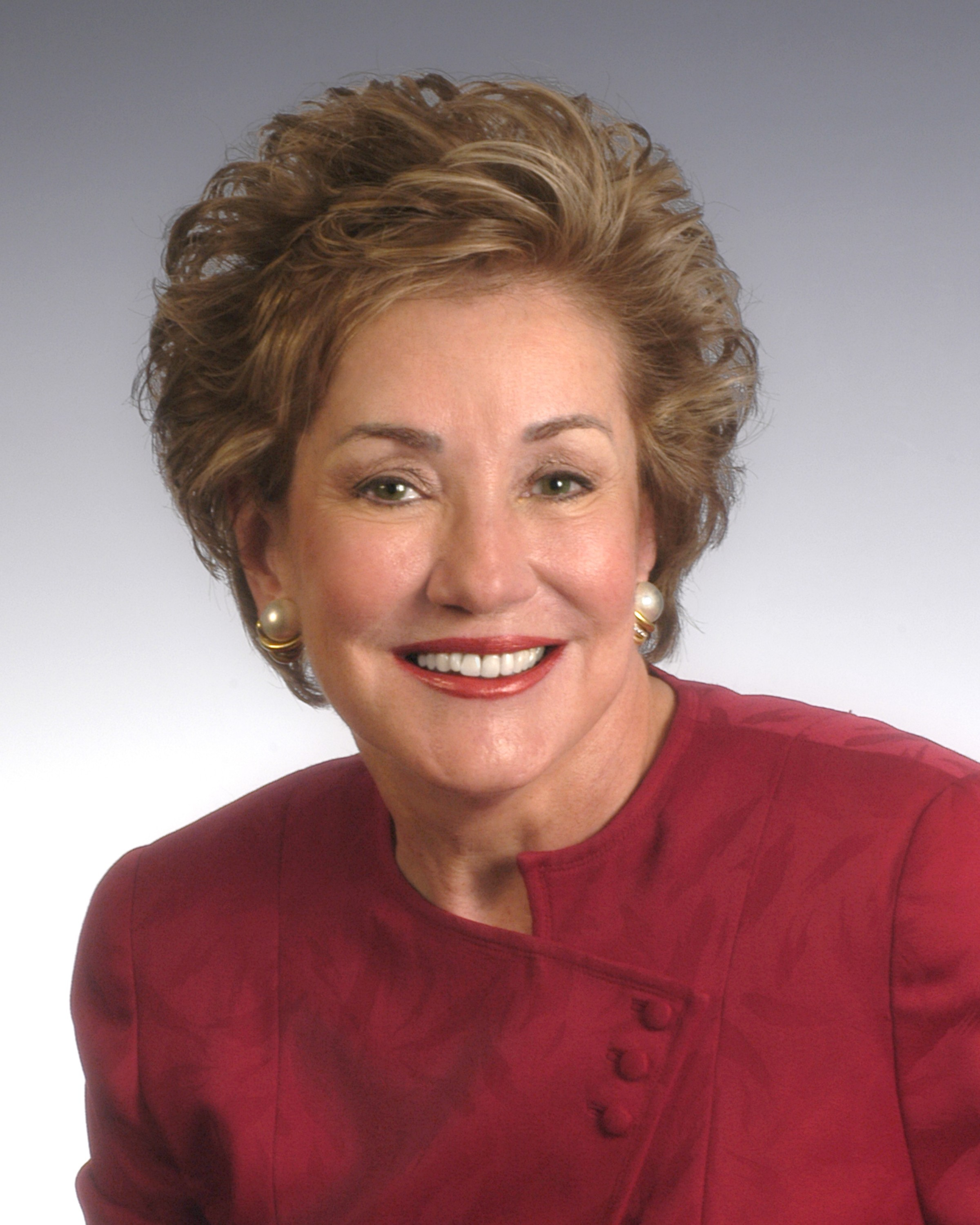
Fosta ministru a muncii Elizabeth Dole din  Carolina de Nord
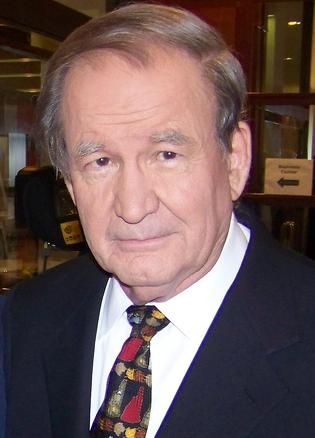
Publicistul și autorul Pat Buchanan din  Virginia
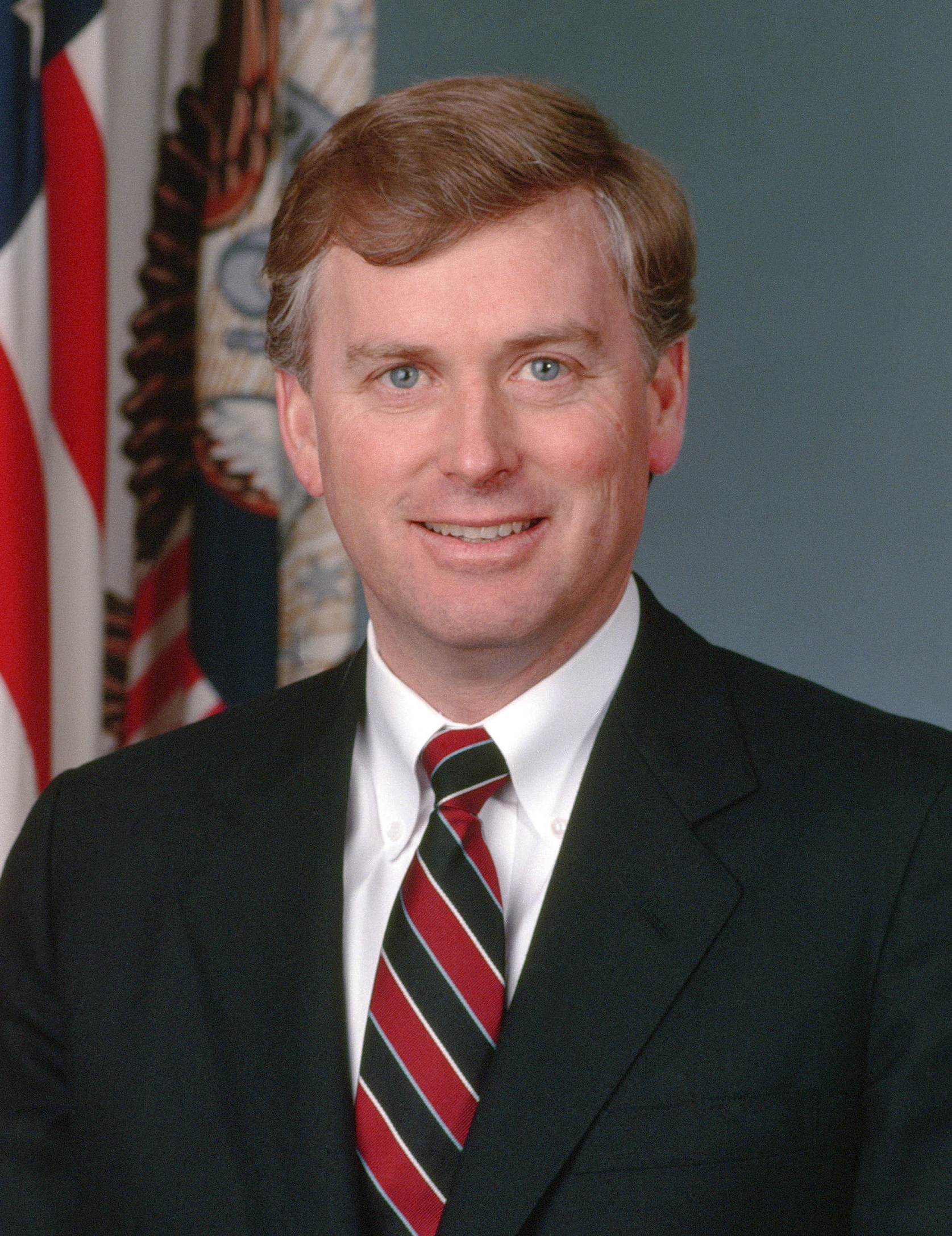
Fostul Vice-președinte Dan Quayle din  Indiana
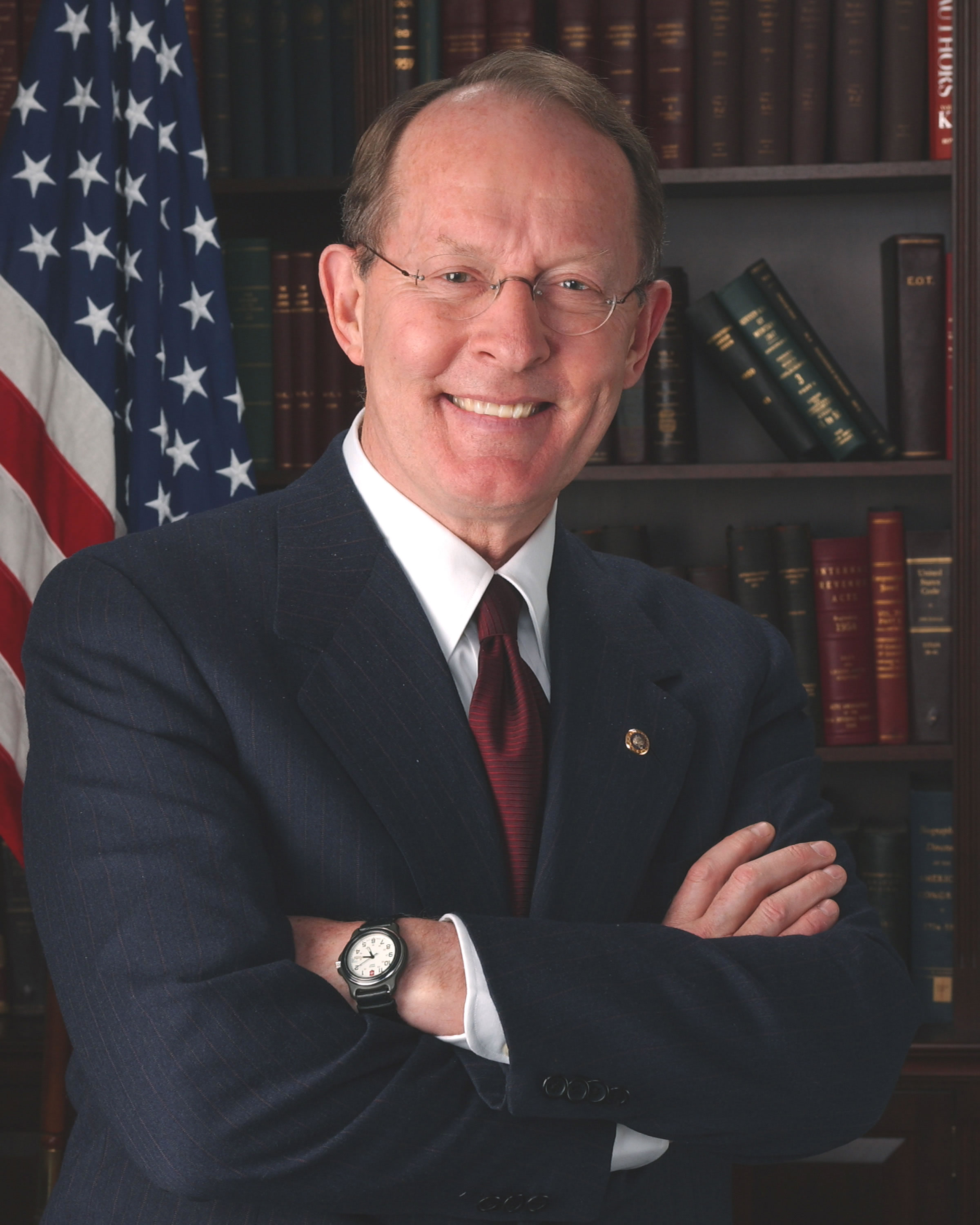
Fostul ministru al educației Lamar Alexander din  Tennessee
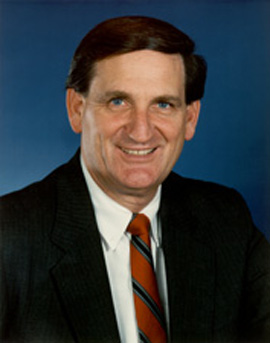
Senatorul Robert C. Smith din  New Hampshire
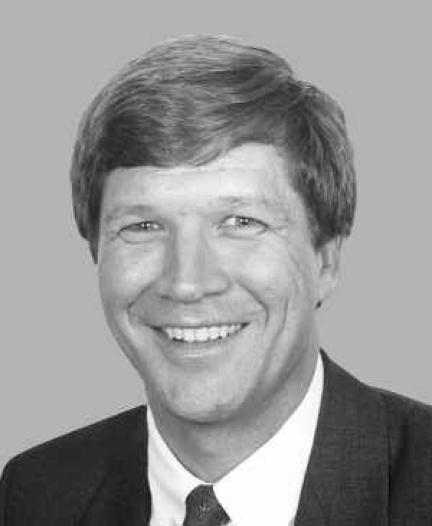
Membrul Camerei Reprezentanților John Kasich din  Ohio
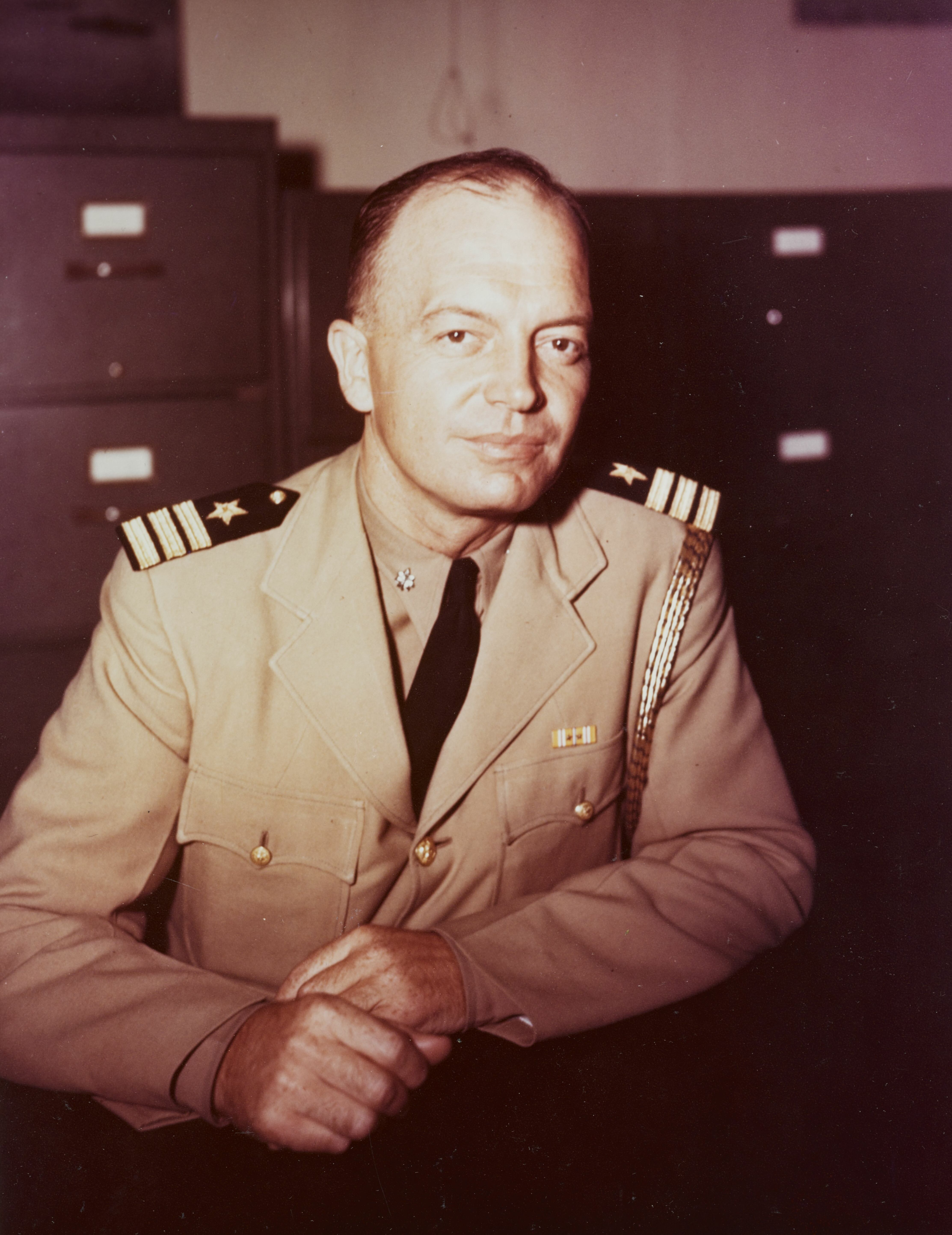
Fostul Guvernator Harold E. Stassen din  Minnesota